# Unterrabnitz-Schwendgraben
Unterrabnitz-Schwendgraben är en kommun i Österrike. Den ligger i distriktet Oberpullendorf i förbundslandet Burgenland, i den östra delen av landet, 80 km söder om huvudstaden Wien. 
Kommunen består av två orter (Ortschaften) (inom parentes invånarantal 1 januari 2024):
- Schwendgraben (135)
- Unterrabnitz (497)